# 佐賀県道・福岡県道143号藤川二丈線
佐賀県道・福岡県道143号藤川二丈線（さがけんどう・ふくおかけんどう143ごう ふじかわにじょうせん）は、佐賀県唐津市から福岡県糸島市に至る一般県道である。

## 概要
佐賀県唐津市七山白木から福岡県糸島市二丈吉井に至る。

### 路線データ
- 起点：佐賀県唐津市七山白木（国道323号交点）
- 終点：福岡県糸島市二丈吉井（国道202号交点）

## 路線状況

### 道路施設

#### 橋梁
- 福岡県
  - 浮嶽峡橋（福吉川、糸島市）
  - 胡麻田橋（福吉川、糸島市）
  - 木ノ元橋（福吉川、糸島市）
  - 中村橋（福吉川、糸島市）

## 地理

### 通過する自治体
- 佐賀県
  - 唐津市
- 福岡県
  - 糸島市

### 交差する道路
| 交差する道路     | 都道府県名 | 市町村名 | 交差する場所 | 交差する場所 |
| ---------------- | ---------- | -------- | ------------ | ------------ |
| 国道323号        | 佐賀県     | 唐津市   | 七山白木     | 起点         |
| E35 二丈浜玉道路 | 福岡県     | 糸島市   | 二丈吉井     | 吉井IC       |
| 国道202号        | 福岡県     | 糸島市   | 二丈吉井     | 終点         |

### 交差する鉄道
- 筑肥線

### 沿線
- 福岡セヴンヒルズゴルフ倶楽部
- 糸島市立福吉小学校
- JR九州筑肥線 福吉駅

### 峠
- 佐賀県
  - 白木峠（唐津市 - 福岡県糸島市）